# Morti nel 1992/Giugno
| Questa pagina contiene informazioni ricavate automaticamente dalle voci biografiche con l'ausilio del template Bio e di un bot. L'aggiornamento è periodico e automatico e ricostruisce completamente la pagina. Se manca una persona in questa lista, sei pregato di non aggiungerla, ma accertati piuttosto che la sua voce biografica contenga il template Bio e che i dati anagrafici siano correttamente compilati. Se il template Bio manca, inseriscilo tu stesso o, in alternativa, metti l'avviso {{tmp\|Bio}} che ne segnala la mancanza. Se i dati riportati sono sbagliati, correggi direttamente la voce biografica; le modifiche saranno visibili in questa lista entro pochi giorni. Per chiarimenti vedi il progetto biografie. La lista contiene solo le 92 persone che sono citate nell'enciclopedia e per le quali è stato implementato correttamente il template Bio. Pagina aggiornata al 3 mar 2024. |

- 1º giugno - George Jablonski, cestista e allenatore di pallacanestro statunitense (n. 1919)
- 1º giugno - Anatolij Porchunov, calciatore sovietico (n. 1928)
- 2 giugno - Philip Dunne, regista e sceneggiatore statunitense (n. 1908)
- 2 giugno - Endre Győrfi, pallanuotista ungherese (n. 1920)
- 2 giugno - Sergio Paganella, cestista e imprenditore italiano (n. 1911)
- 3 giugno - Ettore Campogalliani, compositore e pianista italiano (n. 1903)
- 3 giugno - Wilfried Dietrich, lottatore tedesco (n. 1933)
- 3 giugno - William Gaines, editore statunitense (n. 1922)
- 3 giugno - Johannes B. Lotz, filosofo e teologo tedesco (n. 1903)
- 3 giugno - Robert Morley, attore britannico (n. 1908)
- 3 giugno - Franco Rossellini, regista, attore e produttore cinematografico italiano (n. 1935)
- 4 giugno - Antonio Ausenda, ciclista su strada italiano (n. 1926)
- 4 giugno - Margherita Bontade, politica italiana (n. 1900)
- 5 giugno - Harald Finstad, calciatore norvegese (n. 1898)
- 5 giugno - Max Lerner, giornalista e educatore statunitense (n. 1902)
- 5 giugno - Laurence Naismith, attore britannico (n. 1908)
- 6 giugno - Alessandro Costa, politico italiano (n. 1929)
- 6 giugno - Martin Goodman, editore statunitense (n. 1908)
- 6 giugno - Giulio Guidoni, politico italiano (n. 1894)
- 6 giugno - Werner Kreindl, attore austriaco (n. 1927)
- 6 giugno - Larry Riley, attore statunitense (n. 1953)
- 6 giugno - Manfred Stengl, slittinista, bobbista e motociclista austriaco (n. 1946)
- 7 giugno - Bassano, cantante italiano (n. 1946)
- 7 giugno - Bill France Sr., pilota automobilistico e dirigente sportivo statunitense (n. 1909)
- 7 giugno - Bob Sweeney, attore e regista statunitense (n. 1918)
- 8 giugno - Farag Foda, attivista, scrittore e giornalista egiziano (n. 1946)
- 9 giugno - Edgard Beiner, calciatore svizzero (n. 1909)
- 10 giugno - Al Brightman, cestista e allenatore di pallacanestro statunitense (n. 1923)
- 10 giugno - Morris Kline, matematico statunitense (n. 1908)
- 10 giugno - Glyn Smallwood Jones, diplomatico e politico britannico (n. 1908)
- 11 giugno - Serge Daney, critico cinematografico francese (n. 1944)
- 11 giugno - Josefa Goldar, attrice spagnola (n. 1905)
- 11 giugno - John Marsden Beaumont Jones, islamista e storico britannico (n. 1920)
- 11 giugno - Marjorie Newell Robb,  statunitense (n. 1889)
- 11 giugno - Rafael Orozco Maestre, cantautore colombiano (n. 1954)
- 11 giugno - Luciano Vezzani, calciatore italiano (n. 1905)
- 12 giugno - Renié, costumista statunitense (n. 1901)
- 13 giugno - Nevvare Hanim,  ottomana (n. 1901)
- 13 giugno - Mario Argenton, militare e partigiano italiano (n. 1907)
- 13 giugno - Pumpuang Duangjan, cantante e attrice thailandese (n. 1961)
- 14 giugno - Luigi Bulferetti, storico italiano (n. 1915)
- 14 giugno - Carlos d'Alessio, compositore argentino (n. 1935)
- 14 giugno - Ugo Damiani, funzionario e politico italiano (n. 1899)
- 15 giugno - Jean Aerts, ciclista su strada e pistard belga (n. 1907)
- 15 giugno - Lev Nikolaevič Gumilëv, storico, etnologo e antropologo sovietico (n. 1912)
- 15 giugno - Leo Halle, calciatore olandese (n. 1906)
- 15 giugno - Kinji Imanishi, antropologo giapponese (n. 1902)
- 15 giugno - Çingiz Mustafayev, giornalista azero (n. 1960)
- 15 giugno - Roque Olsen, calciatore e allenatore di calcio argentino (n. 1925)
- 15 giugno - Jörg Schuldhess, pittore, disegnatore e scrittore svizzero (n. 1941)
- 15 giugno - Brett Whiteley, pittore, scultore e disegnatore australiano (n. 1939)
- 16 giugno - Pietro Miglio, calciatore italiano (n. 1910)
- 18 giugno - Peter Allen, cantautore e pianista australiano (n. 1944)
- 18 giugno - Mordecai Ardon, artista israeliano (n. 1896)
- 19 giugno - Rado Bordon, partigiano, poeta e traduttore jugoslavo (n. 1915)
- 19 giugno - Margherita Guidacci, poetessa e traduttrice italiana (n. 1921)
- 19 giugno - Kitty McKane, tennista britannica (n. 1896)
- 19 giugno - Stephan Waser, bobbista svizzero (n. 1920)
- 20 giugno - Charles Groves, direttore d'orchestra inglese (n. 1915)
- 20 giugno - Acton Bjørn, designer danese (n. 1910)
- 21 giugno - Harry Eagle, patologo statunitense (n. 1905)
- 21 giugno - Joan Fuster, scrittore spagnolo (n. 1922)
- 21 giugno - Li Xiannian, politico cinese (n. 1909)
- 22 giugno - M. F. K. Fisher, scrittrice statunitense (n. 1908)
- 22 giugno - Reginald Harris, pistard britannico (n. 1920)
- 22 giugno - Chuck Mitchell, attore statunitense (n. 1927)
- 22 giugno - István Szívós, pallanuotista ungherese (n. 1920)
- 23 giugno - Nevzad Hanim,  ottomana (n. 1901)
- 23 giugno - Viktar Janušėŭski, calciatore sovietico (n. 1960)
- 23 giugno - Franco Leccese, velocista italiano (n. 1925)
- 24 giugno - Victor Lemberechts, calciatore belga (n. 1924)
- 24 giugno - Gyula Polgár, allenatore di calcio e calciatore ungherese (n. 1912)
- 24 giugno - Rudolf Svedberg, lottatore svedese (n. 1910)
- 25 giugno - Jerome Brown, giocatore di football americano statunitense (n. 1965)
- 25 giugno - Larry Cahan, hockeista su ghiaccio canadese (n. 1933)
- 25 giugno - James Stirling, architetto britannico (n. 1926)
- 26 giugno - Buddy Rogers, wrestler statunitense (n. 1921)
- 27 giugno - Allan Jones, attore e tenore statunitense (n. 1907)
- 28 giugno - Silvio Guarnieri, critico letterario e saggista italiano (n. 1910)
- 28 giugno - Peter Hirt, pilota di Formula 1 svizzero (n. 1910)
- 28 giugno - Joan Marshall, attrice statunitense (n. 1931)
- 28 giugno - John Piper, artista britannico (n. 1903)
- 28 giugno - Michail Tal', scacchista sovietico (n. 1936)
- 29 giugno - Mohamed Boudiaf, politico algerino (n. 1919)
- 29 giugno - Euro Bulfoni, attore teatrale italiano (n. 1937)
- 29 giugno - Richard Damon Lines, astronomo statunitense (n. 1916)
- 29 giugno - François Ludo, calciatore francese (n. 1930)
- 29 giugno - Piero Maccaferri, pittore italiano (n. 1916)
- 29 giugno - Riccardo Marchi, scrittore e giornalista italiano (n. 1897)
- 29 giugno - Mario Rossi, direttore d'orchestra italiano (n. 1902)
- 30 giugno - Luciana Frezza, poetessa e traduttrice italiana (n. 1926)
- 30 giugno - Jan van Heteren, pallanuotista olandese (n. 1916)